# Tabel van gemeenten in Zuid-Holland
Hieronder staat een tabel van alle gemeenten in de Nederlandse provincie Zuid-Holland. 
| Gemeente                 | Inwoners | Landoppervlakte (km²) | Grootste plaatsen                                                                                        | Locatie        |
| ------------------------ | -------- | --------------------- | --- | -------------- |
| Alblasserdam             | 20.306   | 8,78                  | Alblasserdam                                                                                             | Kaart gemeente |
| Albrandswaard            | 26.431   | 21,69                 | Rhoon | Kaart gemeente |
| Alphen aan den Rijn      | 114.968  | 126,23                | Benthuizen, Boskoop, Hazerswoude-Dorp, Hazerswoude-Rijndijk en Koudekerk aan den Rijn                    |                |
| Barendrecht              | 48.689   | 19,75                 | Smitshoek                                                                                                | Kaart gemeente |
| Bodegraven-Reeuwijk      | 36.563   | 75,38                 | Bodegraven (gemeentehuis), Driebruggen, Nieuwerbrug, Reeuwijk-Brug, Reeuwijk-Dorp                        |                |
| Capelle aan den IJssel   | 67.948   | 14,14                 | Capelle aan den IJssel: 's-Gravenland, Middelwatering, Oostgaarde, Schollevaar                           | Kaart gemeente |
| Delft                    | 109.573  | 22,65                 | Delft | Kaart gemeente |
| Dordrecht                | 122.089  | 78,54                 | Dordrecht: Binnenstad, Sterrenburg, Dubbeldam                                                            | Kaart gemeente |
| Goeree-Overflakkee       | 51.860   | 260,48                | Middelharnis, Ouddorp, Dirksland                                                                         |                |
| Gorinchem                | 38.682   | 18,83                 | Dalem | Kaart gemeente |
| Gouda                    | 75.763   | 16,50                 | Gouda | Kaart gemeente |
| Den Haag / 's-Gravenhage | 565.701  | 82,45                 | Den Haag: Centrum, Escamp, Haagse Hout, Laak, Leidschenveen-Ypenburg, Loosduinen, Scheveningen, Segbroek | Kaart gemeente |
| Hardinxveld-Giessendam   | 18.760   | 16,91                 | Boven-Hardinxveld, Giessendam/Neder-Hardinxveld                                                          | Kaart gemeente |
| Hendrik-Ido-Ambacht      | 32.685   | 10,61                 | Hendrik-Ido-Ambacht                                                                                      | Kaart gemeente |
| Hillegom                 | 22.826   | 12,87                 | Hillegom                                                                                                 | Kaart gemeente |
| Hoeksche Waard           | 90.257   | 268,93                | 's-Gravendeel, Klaaswaal, Mijnsheerenland, Numansdorp, Oud-Beijerland, Puttershoek                       | Kaart gemeente |
| Kaag en Braassem         | 29.167   | 63,24                 | Hoogmade, Leimuiden, Oude Wetering, Roelofarendsveen, Woubrugge                                          | Kaart gemeente |
| Katwijk                  | 66.960   | 24,75                 | Katwijk aan Zee, Rijnsburg, Valkenburg                                                                   | Kaart gemeente |
| Krimpen aan den IJssel   | 29.630   | 7,69                  | Krimpen aan den IJssel                                                                                   | Kaart gemeente |
| Krimpenerwaard           | 57.775   | 148,40                | Schoonhoven, Bergambacht, Lekkerkerk, Krimpen aan de Lek, Ouderkerk aan den IJssel                       |                |
| Lansingerland            | 65.600   | 53,41                 | Bergschenhoek, Berkel en Rodenrijs, Bleiswijk                                                            | Kaart gemeente |
| Leiden                   | 130.181  | 21,91                 | Leiden                                                                                                   | Kaart gemeente |
| Leiderdorp               | 27.708   | 11,58                 | Leiderdorp                                                                                               | Kaart gemeente |
| Leidschendam-Voorburg    | 78.246   | 32,55                 | Leidschendam, Voorburg                                                                                   | Kaart gemeente |
| Lisse                    | 23.442   | 15,69                 | Lisse | Kaart gemeente |
| Maassluis                | 35.826   | 8,48                  | Maassluis                                                                                                | Kaart gemeente |
| Midden-Delfland          | 19.382   | 47,19                 | Den Hoorn, Maasland, Schipluiden                                                                         | Kaart gemeente |
| Molenlanden              | 45.276   | 181,73                | Molenwaard, Giessenlanden                                                                                | Kaart gemeente |
| Nieuwkoop                | 29.499   | 78,05                 | Nieuwkoop, Ter Aar                                                                                       | Kaart gemeente |
| Nissewaard               | 87.626   | 73,58                 | Spijkenisse, Zuidland, Geervliet, Heenvliet                                                              |                |
| Noordwijk                | 45.732   | 58,37                 | Noordwijk, Noordwijkerhout, De Zilk                                                                      | Kaart gemeente |
| Oegstgeest               | 25.939   | 7,31                  | Oegstgeest                                                                                               | Kaart gemeente |
| Papendrecht              | 32.174   | 9,41                  | Papendrecht                                                                                              | Kaart gemeente |
| Pijnacker-Nootdorp       | 57.948   | 37,08                 | Delfgauw, Nootdorp, Pijnacker                                                                            | Kaart gemeente |
| Ridderkerk               | 47.713   | 23,72                 | Bolnes, Ridderkerk, Slikkerveer                                                                          | Kaart gemeente |
| Rijswijk                 | 59.640   | 13,96                 | Rijswijk                                                                                                 | Kaart gemeente |
| Rotterdam                | 671.125  | 217,57                | Rotterdam · Hoogvliet · Hoek van Holland · Pernis · Rozenburg                                            | Kaart gemeente |
| Schiedam                 | 81.855   | 17,82                 | Schiedam                                                                                                 | Kaart gemeente |
| Sliedrecht               | 26.270   | 12,84                 | Sliedrecht                                                                                               | Kaart gemeente |
| Teylingen                | 38.472   | 28,38                 | Sassenheim, Voorhout, Warmond                                                                            | Kaart gemeente |
| Vlaardingen              | 76.472   | 23,57                 | Vlaardingen                                                                                              | Kaart gemeente |
| Voorne aan Zee           | 74.342   | 121,83                | Brielle, Hellevoetsluis, Nieuw-Helvoet, Oostvoorne, Rockanje                                             |                |
| Voorschoten              | 25.618   | 11,14                 | Voorschoten                                                                                              | Kaart gemeente |
| Waddinxveen              | 34.000   | 27,77                 | Waddinxveen                                                                                              | Kaart gemeente |
| Wassenaar                | 27.108   | 51,11                 | Wassenaar                                                                                                | Kaart gemeente |
| Westland                 | 115.984  | 81,27                 | De Lier, 's-Gravenzande, Monster, Naaldwijk, Wateringen                                                  | Kaart gemeente |
| Zoetermeer               | 128.424  | 34,45                 | Zoetermeer                                                                                               | Kaart gemeente |
| Zoeterwoude              | 9.731    | 21,19                 | Zoeterwoude-Dorp, Zoeterwoude-Rijndijk                                                                   | Kaart gemeente |
| Zuidplas                 | 47.826   | 58,02                 | Moerkapelle, Moordrecht, Nieuwerkerk aan den IJssel, Zevenhuizen                                         |                |
| Zwijndrecht              | 44.870   | 20,30                 | Zwijndrecht, Heerjansdam                                                                                 | Kaart gemeente |